# ويليام غراهام
ويليام غراهام (3 أكتوبر 1914 المملكة المتحدة - 1 سبتمبر 1996 تشيشير المملكة المتحدة) هو لاعب كرة قدم بريطاني.